# Plagiotrochus quercusilicis
Plagiotrochus quercusilicis är en stekelart som först beskrevs av Fabricius 1798.  Plagiotrochus quercusilicis ingår i släktet Plagiotrochus och familjen gallsteklar. Inga underarter finns listade i Catalogue of Life.